# Alpen-Fleckleibbär

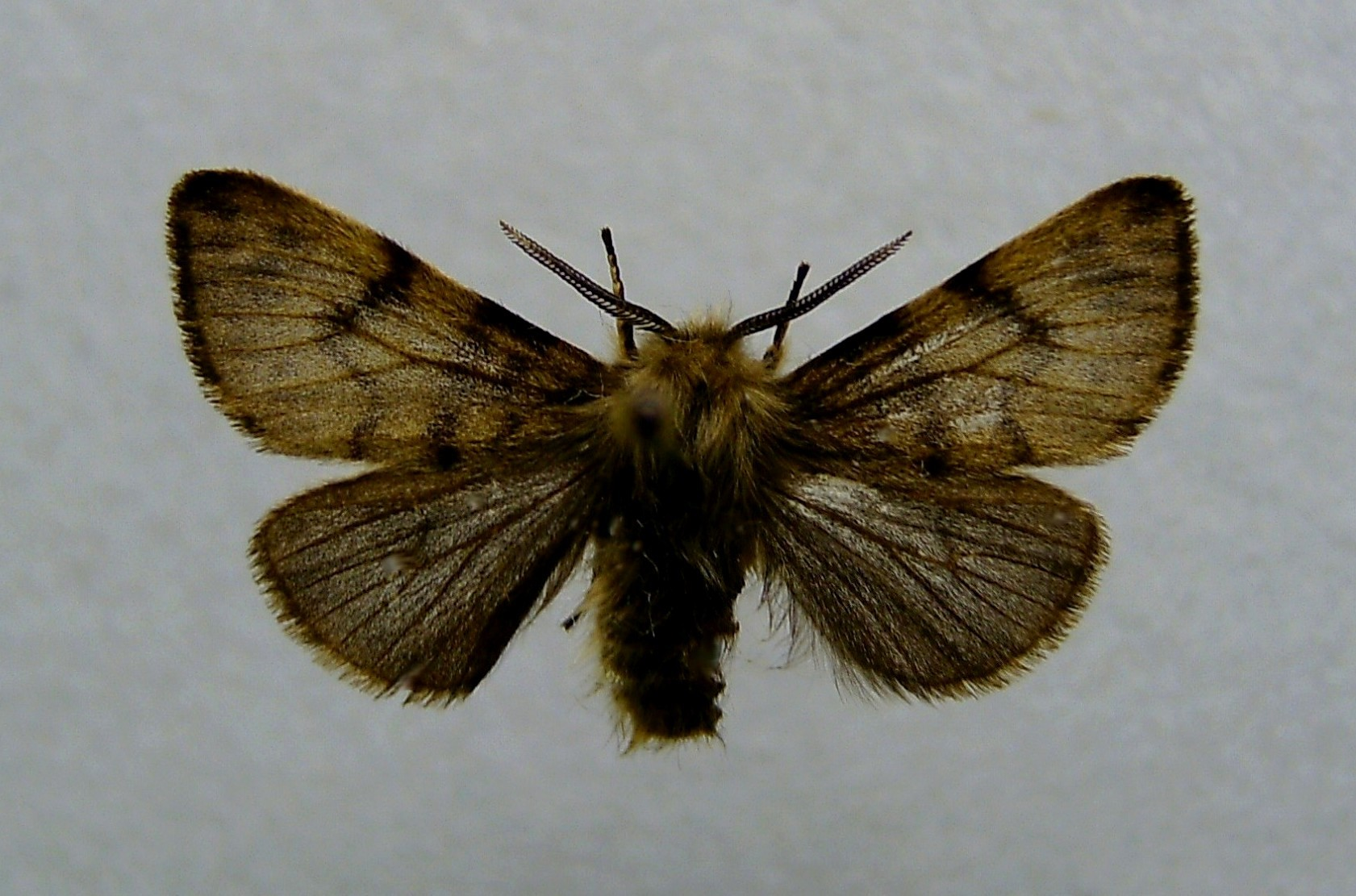
Alpen-Fleckleibbär; Männchen

Der Alpen-Fleckleibbär (Diaphora sordida), zuweilen auch Grauer Fleckenbär genannt und früher unter dem Namen Cycnia sordida bekannt, ist ein Schmetterling (Nachtfalter) aus der Unterfamilie der Bärenspinner (Arctiinae).

## Merkmale

### Falter
Die Falter besitzen eine Flügelspannweite von 21 bis 27 Millimetern bei den Männchen und von 20 bis 37 Millimetern bei den Weibchen. Die Art zeichnet sich durch einen leichten Geschlechtsdimorphismus aus. Die Flügel der Weibchen haben eine trüb gelbbraune Farbe, sind dünn beschuppt und wirken dadurch pergamentartig. Außer einigen schwach ausgebildeten Flecken im Bereich des Mittelfeldes sind keine deutlichen Zeichnungselemente zu erkennen. Die Männchen sind zumeist tief dunkelbraun und zeigen auf den Vorderflügeln schwarze Flecke, die oftmals gebogene Querlinien bilden. Die Fühler der Männchen sind doppelt gekämmt. Der Thorax ist pelzig behaart.

### Raupe
Erwachsene Raupen sind schwarzgrau gefärbt, haben eine weißliche Rückenlinie sowie gelbliche Seitenlinien. Auf der gesamten Länge sind sie mit schwarzen Warzen versehen, auf denen schwarzbraune Haarbüschel stehen.

### Ähnliche Arten
Eine gewisse Ähnlichkeit besteht zu dunkelbraunen männlichen Faltern des Graubären (Diaphora mendica), die jedoch nur sehr kleine, unregelmäßige schwarze Punkte auf den Vorderflügeln zeigen. Die weiß gefärbten Weibchen sind eindeutig zu unterscheiden.
Der Braune Fleckenbär (Diaphora luctuosa) unterscheidet sich durch die breiteren Vorderflügel.

## Geographische Verbreitung und Vorkommen
Die Art kommt in den Alpen, den Pyrenäen und dem Apennin vor und ist in Höhen zwischen 500 und 2400 Metern zu finden. Sie besiedelt bevorzugt Kurzrasenhänge sowie Stein- und Felshalden.

## Lebensweise
Die tagaktiven Falter bilden in klimatisch günstigen, tieferen Lagen zwei Generationen im Jahr, die in den Monaten April bis Juni bzw. Juli bis August anzutreffen sind. In höheren Lagen erscheint nur eine Generation von Mai bis Juli. Die Männchen fliegen im Sonnenschein, die Weibchen sitzen in der Vegetation und sind flugträge. Die Raupen treten ab dem Spätsommer auf und ernähren sich von verschiedenen niedrigen Pflanzen, beispielsweise von Löwenzahn- (Taraxacum) und Wegericharten. Sie überwintern und verpuppen sich im Frühjahr.

## Gefährdung
Der Alpen-Fleckleibbär kommt in Deutschland nur in Bayern vor und wird in Deutschland auf der Roten Liste in Kategorie 1 („vom Aussterben bedroht“) geführt.